# Saad Natiq
Saad Natiq Naji (Najaf, 19 marzo 1994) è un calciatore iracheno, difensore dell'Al-Talaba e della nazionale irachena.

## Carriera

### Club
Ha sempre giocato in patria.

### Nazionale
Gioca con l'Iraq i mondiali Under-20 nel 2013.
Nel 2016 prende parte ai Giochi Olimpici di Rio de Janeiro.

## Statistiche

### Cronologia presenze e reti in nazionale
| Cronologia completa delle presenze e delle reti in nazionale ― Iraq | Cronologia completa delle presenze e delle reti in nazionale ― Iraq | Cronologia completa delle presenze e delle reti in nazionale ― Iraq | Cronologia completa delle presenze e delle reti in nazionale ― Iraq | Cronologia completa delle presenze e delle reti in nazionale ― Iraq | Cronologia completa delle presenze e delle reti in nazionale ― Iraq | Cronologia completa delle presenze e delle reti in nazionale ― Iraq | Cronologia completa delle presenze e delle reti in nazionale ― Iraq |
| Data                                                                | Città                                                               | In casa                                                             | Risultato                                                           | Ospiti                                                              | Competizione                                                        | Reti                                                                | Note                                                                |
| ------------------------------------------------------------------- | ------------------------------------------------------------------- | ------------------------------------------------------------------- | ------------------------------------------------------------------- | ------------------------------------------------------------------- | ------------------------------------------------------------------- | ------------------------------------------------------------------- | ------------------------------------------------------------------- |
| 26-8-2015                                                           | Sidone                                                              | Libano                                                              | 2 – 3                                                               | Iraq                                                                | Amichevole                                                          | -                                                                   | 62’                                                                 |
| 18-3-2016                                                           | Teheran                                                             | Iraq                                                                | 0 – 1                                                               | Siria                                                               | Amichevole                                                          | -                                                                   |                                                                     |
| 29-3-2016                                                           | Teheran                                                             | Iraq                                                                | 1 – 0                                                               | Vietnam                                                             | Qual. Mondiali 2018                                                 | -                                                                   | 87’                                                                 |
| 21-8-2016                                                           | Seremban                                                            | Iraq                                                                | 1 – 1                                                               | Corea del Nord                                                      | Amichevole                                                          | -                                                                   |                                                                     |
| 1-9-2016                                                            | Perth                                                               | Australia                                                           | 2 – 0                                                               | Iraq                                                                | Qual. Mondiali 2018                                                 | -                                                                   | 80’                                                                 |
| 6-9-2016                                                            | Shah Alam                                                           | Iraq                                                                | 1 – 2                                                               | Arabia Saudita                                                      | Qual. Mondiali 2018                                                 | -                                                                   |                                                                     |
| 6-10-2016                                                           | Saitama                                                             | Giappone                                                            | 2 – 1                                                               | Iraq                                                                | Qual. Mondiali 2018                                                 | -                                                                   |                                                                     |
| 1-6-2017                                                            | Bassora                                                             | Iraq                                                                | 1 – 0                                                               | Giordania                                                           | Amichevole                                                          | -                                                                   |                                                                     |
| 31-8-2017                                                           | Bangkok                                                             | Thailandia                                                          | 1 – 2                                                               | Iraq                                                                | Qual. Mondiali 2018                                                 | -                                                                   | 86’                                                                 |
| 13-11-2017                                                          | Kerbala                                                             | Iraq                                                                | 1 – 1                                                               | Siria                                                               | Amichevole                                                          | -                                                                   | 86’ 88’                                                             |
| 17-12-2017                                                          | Abu Dhabi                                                           | Emirati Arabi Uniti                                                 | 1 – 0                                                               | Iraq                                                                | Amichevole                                                          | -                                                                   |                                                                     |
| 20-11-2018                                                          | Sharja                                                              | Iraq                                                                | 0 – 0                                                               | Bolivia                                                             | Amichevole                                                          | -                                                                   |                                                                     |
| 28-12-2018                                                          | Doha                                                                | Iraq                                                                | 1 – 0                                                               | Palestina                                                           | Amichevole                                                          | -                                                                   |                                                                     |
| 20-3-2019                                                           | Bassora                                                             | Iraq                                                                | 1 – 0                                                               | Siria                                                               | Amichevole                                                          | -                                                                   | 55’                                                                 |
| 26-3-2019                                                           | Bassora                                                             | Iraq                                                                | 3 – 2                                                               | Giordania                                                           | Amichevole                                                          | -                                                                   | 61’                                                                 |
| 7-6-2019                                                            | Radès                                                               | Tunisia                                                             | 2 – 0                                                               | Iraq                                                                | Amichevole                                                          | -                                                                   |                                                                     |
| 30-7-2019                                                           | Kerbala                                                             | Iraq                                                                | 1 – 0                                                               | Libano                                                              | Campionato dell'Asia occidentale 2019 - 1º turno                    | -                                                                   |                                                                     |
| 2-8-2019                                                            | Kerbala                                                             | Palestina                                                           | 1 – 2                                                               | Iraq                                                                | Campionato dell'Asia occidentale 2019 - 1º turno                    | -                                                                   |                                                                     |
| 8-8-2019                                                            | Kerbala                                                             | Siria                                                               | 0 – 0                                                               | Iraq                                                                | Campionato dell'Asia occidentale 2019 - 1º turno                    | -                                                                   |                                                                     |
| 14-8-2019                                                           | Kerbala                                                             | Iraq                                                                | 0 – 1                                                               | Bahrein                                                             | Campionato dell'Asia occidentale 2019 - Finale                      | -                                                                   |                                                                     |
| 5-9-2019                                                            | Riffa                                                               | Bahrein                                                             | 1 – 1                                                               | Iraq                                                                | Qual. Mondiali 2022                                                 | -                                                                   |                                                                     |
| 9-9-2019                                                            | Amman                                                               | Uzbekistan                                                          | 0 – 0                                                               | Iraq                                                                | Amichevole                                                          | -                                                                   | 87’                                                                 |
| 10-10-2019                                                          | Bassora                                                             | Iraq                                                                | 2 – 0                                                               | Hong Kong                                                           | Qual. Mondiali 2022                                                 | -                                                                   | 53’                                                                 |
| 15-10-2019                                                          | Phnom Penh                                                          | Cambogia                                                            | 0 – 4                                                               | Iraq                                                                | Qual. Mondiali 2022                                                 | -                                                                   |                                                                     |
| 14-11-2019                                                          | Amman                                                               | Iraq                                                                | 2 – 1                                                               | Iran                                                                | Qual. Mondiali 2022                                                 | -                                                                   |                                                                     |
| 19-11-2019                                                          | Amman                                                               | Iraq                                                                | 0 – 0                                                               | Bahrein                                                             | Qual. Mondiali 2022                                                 | -                                                                   | 90+3’                                                               |
| 26-11-2019                                                          | Doha                                                                | Qatar                                                               | 1 – 2                                                               | Iraq                                                                | Coppa delle nazioni del Golfo 2019 - 1º turno                       | -                                                                   | 59’                                                                 |
| 29-11-2019                                                          | Doha                                                                | Emirati Arabi Uniti                                                 | 0 – 2                                                               | Iraq                                                                | Coppa delle nazioni del Golfo 2019 - 1º turno                       | -                                                                   | 90+1’                                                               |
| 12-11-2020                                                          | Dubai                                                               | Giordania                                                           | 0 – 0                                                               | Iraq                                                                | Amichevole                                                          | -                                                                   |                                                                     |
| 17-11-2020                                                          | Dubai                                                               | Uzbekistan                                                          | 1 – 2                                                               | Iraq                                                                | Amichevole                                                          | -                                                                   |                                                                     |
| 27-1-2021                                                           | Bassora                                                             | Iraq                                                                | 2 – 1                                                               | Kuwait                                                              | Amichevole                                                          | -                                                                   | 90’                                                                 |
| 11-6-2021                                                           | Al Muharraq                                                         | Hong Kong                                                           | 0 – 1                                                               | Iraq                                                                | Qual. Mondiali 2022                                                 | -                                                                   | 79’                                                                 |
| 15-6-2021                                                           | Al Muharraq                                                         | Iran                                                                | 1 – 0                                                               | Iraq                                                                | Qual. Mondiali 2022                                                 | -                                                                   | 47’ 86’                                                             |
| 18-3-2022                                                           | Baghdad                                                             | Iraq                                                                | 3 – 1                                                               | Zambia                                                              | Amichevole                                                          | -                                                                   | 30’ (aut.)                                                          |
| 16-6-2023                                                           | Valencia                                                            | Colombia                                                            | 1 – 0                                                               | Iraq                                                                | Amichevole                                                          | -                                                                   |                                                                     |
| 6-1-2024                                                            | Abu Dhabi                                                           | Iraq                                                                | 0 – 1                                                               | Corea del Sud                                                       | Amichevole                                                          | -                                                                   |                                                                     |
| 15-1-2024                                                           | Al Rayyan                                                           | Indonesia                                                           | 1 – 3                                                               | Iraq                                                                | Coppa d'Asia 2023 - 1º turno                                        | -                                                                   |                                                                     |
| 19-1-2024                                                           | Al Rayyan                                                           | Iraq                                                                | 2 – 1                                                               | Giappone                                                            | Coppa d'Asia 2023 - 1º turno                                        | -                                                                   | 15’                                                                 |
| 29-1-2024                                                           | Al Rayyan                                                           | Iraq                                                                | 2 – 3                                                               | Giordania                                                           | Coppa d'Asia 2023 - Ottavi di finale                                | 1                                                                   | 73’                                                                 |
| 26-3-2024                                                           | Manila                                                              | Filippine                                                           | 0 – 5                                                               | Iraq                                                                | Qual. Mondiali 2026                                                 | -                                                                   | 64’                                                                 |
| Totale                                                              |                                                                     | Presenze                                                            | 40                                                                  |                                                                     | Reti                                                                | 1                                                                   |                                                                     |

| Cronologia completa delle presenze e delle reti in nazionale ― Iraq olimpica | Cronologia completa delle presenze e delle reti in nazionale ― Iraq olimpica | Cronologia completa delle presenze e delle reti in nazionale ― Iraq olimpica | Cronologia completa delle presenze e delle reti in nazionale ― Iraq olimpica | Cronologia completa delle presenze e delle reti in nazionale ― Iraq olimpica | Cronologia completa delle presenze e delle reti in nazionale ― Iraq olimpica | Cronologia completa delle presenze e delle reti in nazionale ― Iraq olimpica | Cronologia completa delle presenze e delle reti in nazionale ― Iraq olimpica |
| Data                                                                         | Città                                                                        | In casa                                                                      | Risultato                                                                    | Ospiti                                                                       | Competizione                                                                 | Reti                                                                         | Note                                                                         |
| ---------------------------------------------------------------------------- | ---------------------------------------------------------------------------- | ---------------------------------------------------------------------------- | ---------------------------------------------------------------------------- | ---------------------------------------------------------------------------- | ---------------------------------------------------------------------------- | ---------------------------------------------------------------------------- | ---------------------------------------------------------------------------- |
| 30-7-2024                                                                    | Nizza                                                                        | Marocco                                                                      | 3 – 0                                                                        | Iraq                                                                         | Olimpiadi 2024 - 1º turno                                                    | -                                                                            |                                                                              |
| Totale                                                                       |                                                                              | Presenze                                                                     | 3                                                                            |                                                                              | Reti                                                                         | 0                                                                            |                                                                              |

## Palmarès

### Club
- Coppa dell'AFC

Al-Quwa Al-Jawiya: 2016, 2018
- Coppa d'Iraq

Al-Quwa Al-Jawiya: 2015-2016
- Prima Lega

Al-Quwa Al-Jawiya: 2016-2017

### Nazionale
- Giochi asiatici: 1

2014